# Kärret, Hälsingland
Kärret är en sjö i Söderhamns kommun i Hälsingland och ingår i Ljusnan-Skärjåns kustområde. Sjön har en area på 0,0662 kvadratkilometer och ligger 15,9 meter över havet.

## Delavrinningsområde
Kärret ingår i det delavrinningsområde (677788-157066) som SMHI kallar för Mynnar i Sunnäsån. Medelhöjden är 15 meter över havet och ytan är 0,5 kvadratkilometer. Det finns inga avrinningsområden uppströms utan avrinningsområdet är högsta punkten. Vattendraget som avvattnar avrinningsområdet har biflödesordning 2, vilket innebär att vattnet flödar genom totalt 2 vattendrag innan det når havet efter 0,8 kilometer. Avrinningsområdet består mestadels av skog (98 procent). Avrinningsområdet har 0,07 kvadratkilometer vattenytor vilket ger det en sjöprocent på 1,1 procent.